# Skillounta
Skillounta  este un oraș în Grecia în prefectura Elida.